# Teherankonferensen

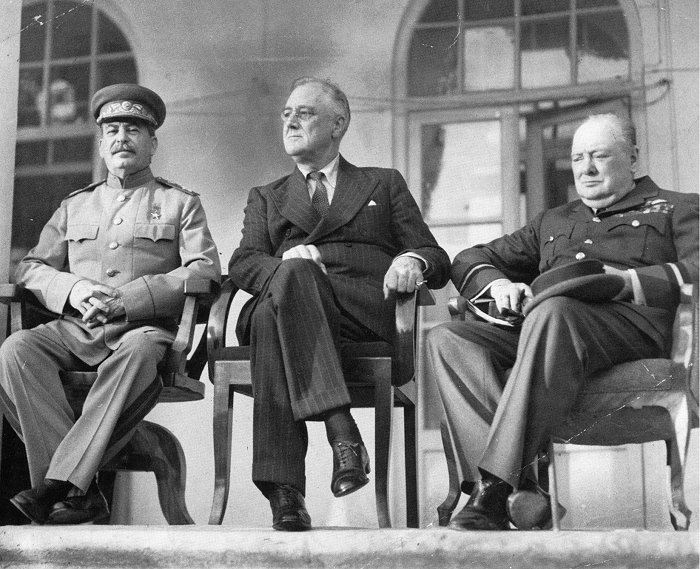
"De tre stora": Sovjetunionens ledare Josef Stalin, USA:s president Franklin D. Roosevelt och Storbritanniens premiärminister Winston Churchill under Teherankonferensen.

Teherankonferensen var en toppkonferens under andra världskriget mellan de allierade ledarna Franklin D. Roosevelt (USA:s president), Winston Churchill (Storbritanniens premiärminister) och Josef Stalin (Sovjetunionens regeringschef) som hölls i Teheran, Iran 28 november-1 december 1943. Konferensen hölls på Sovjetunionens ambassad i Teheran.

## Beslut och resultat
De tre ledarna träffades för att träffa avtal om gränsregleringarna efter kriget, men något slutligt avgörande i denna fråga nåddes inte. Däremot beslöts om en invasion av Frankrike över Engelska kanalen under försommaren 1944 i samband med en operation mot södra Frankrike. Denna invasion skulle åtföljas av en sovjetisk offensiv på östfronten (Operation Bagration) för att förhindra att tyskarna flyttade trupper från östfronten för att möta de allierade i Frankrike. Man beslutade även att försöka få med Turkiet på de allierades sida så snart som möjligt (detta misslyckades i stort då Turkiet inte gick med i kriget förrän i februari 1945 och turkarna utförde inga krigshandlingar mot axelmakterna då Balkan redan befriats vid denna tidpunkt). Vidare beslutade man att ge de jugoslaviska partisanerna de allierades fulla stöd med leveranser av krigsmaterial och kommandoräder. I ett separat protokoll som undertecknades vid konferensen lovade de tre stora att erkänna Irans självständighet.
Teherankonferensen följdes av Jaltakonferensen i februari 1945.
Invasionen av Frankrike den 6 juni 1944 ägde rum ungefär som planerat, och stödinvasionen av södra Frankrike genomfördes (Operation Dragoon). Sovjetunionen inledde en storoffensiv mot tyskarna den 22 juni 1944, (Operation Bagration).